# Шведски демократи
Шведски демократи (на шведски: Sverigedemokraterna) е политическа партия в Швеция, основана през 1988 г. Председател на партията е Йими Окесон.
През юни 2021 г. партията внася вот на недоверие срещу министър-председателя Стефан Льовен от Шведската социалдемократическа партия, подкрепен от 181 депутати, с което за първи път шведски премиер е свален с вот на недоверие, внесен от опозицията.

## Участия в избори

### Парламентарни избори

#### 2018 г.
На парламентарните избори през 2018 г. срещу партията застават над 250 шведски културни дейци, които подписват призив във Фейсбук към сънародниците си да не гласуват за партията.

#### Резултати
Резултати от изборите за Риксдаген:
| Избори | Гласове   | %         | Места    | +/- | Статус           |
| ------ | --------- | --------- | -------- | --- | ---------------- |
| 1988   | 1 118     | 0,0       | 0 / 349  | 0   | Извън парламента |
| 1991   | 4 887     | 0,1 (#10) | 0 / 349  | 0   | Извън парламента |
| 1994   | 13 954    | 0,3 (#9)  | 0 / 349  | 0   | Извън парламента |
| 1998   | 19 624    | 0,4 (#8)  | 0 / 349  | 0   | Извън парламента |
| 2002   | 76 300    | 1,4 (#8)  | 0 / 349  | 0   | Извън парламента |
| 2006   | 162 463   | 2,9 (#8)  | 0 / 349  | 0   | Извън парламента |
| 2010   | 339 610   | 5,7 (#6)  | 20 / 349 | 20  | Опозиция         |
| 2014   | 801 178   | 12,9 (#3) | 49 / 349 | 29  | Опозиция         |
| 2018   | 1 135 627 | 17,5 (#3) | 62 / 349 | 13  | Опозиция         |